# Distrito de Subarnapur
Subarnapur o Sonapur (en oriya: ସୋନପୁର ଜିଲା) es un distrito de la India en el estado de Orissa. Código ISO: IN.OR.SO.
Comprende una superficie de 2284 km².
El centro administrativo es la ciudad de Subarnapur.

## Demografía
Según censo 2011 contaba con una población total de 652107 habitantes, de los cuales 319 210 eran mujeres y 332 897 varones.